# Cordonata

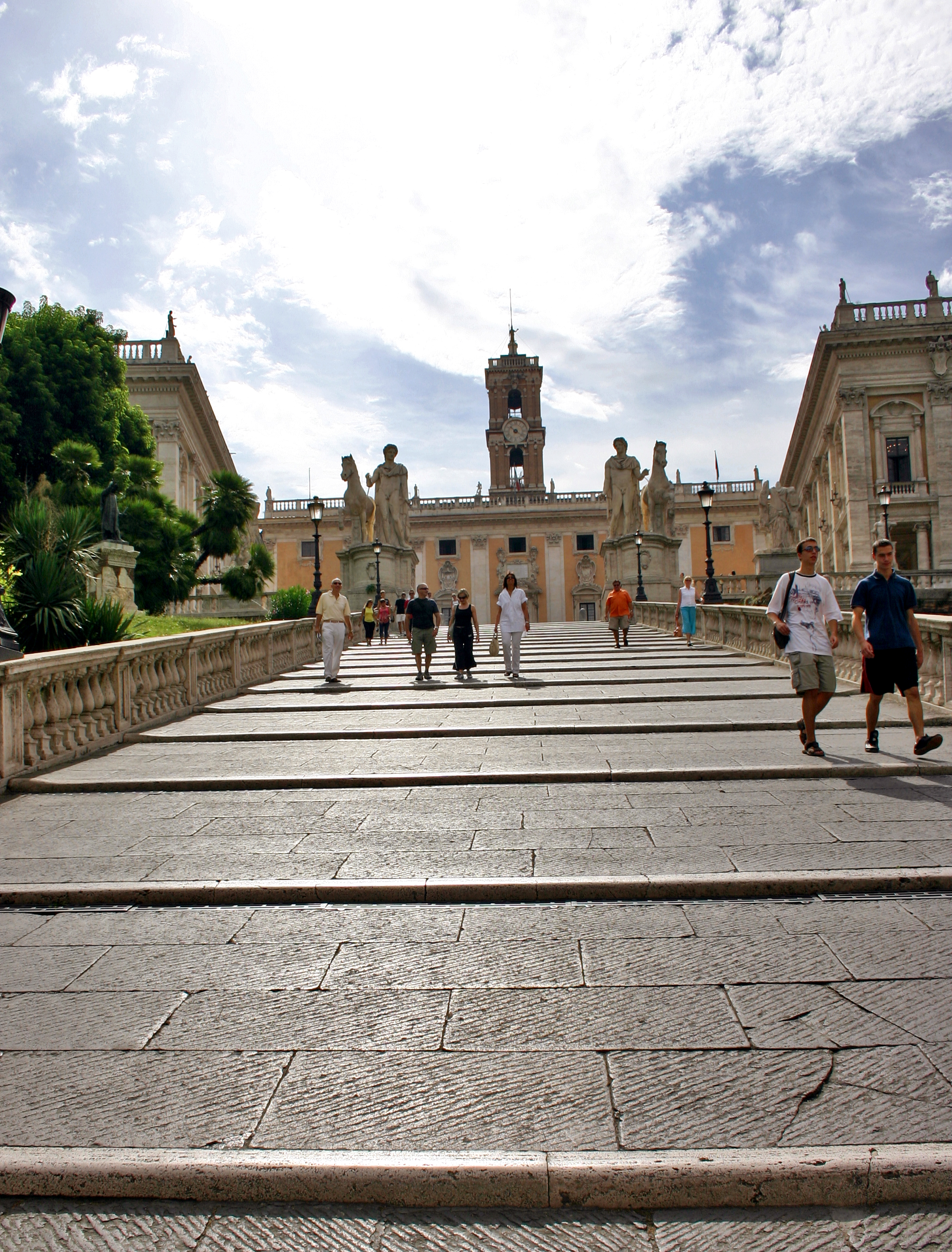
La Cordonata Capitolina de Roma.

Una cordonata es una calle en pendiente formada por anchos elementos transversales de piedra o ladrillos (los cordoni o escalones, generalmente de una altura entre 8 y 10 cm), que la hacen semejante a una escalinata al aire libre. La huella de los escalones es de simple tierra o, en el caso de cordonate urbanas, está revestida con ladrillos dispuestos a cuchillo, con guijarros o grava. Esta forma disminuía la inclinación de una escalinata y permitía que subieran caballos por ella.
La cordonata más famosa es la Cordonata Capitolina de Roma, que une la Piazza del Campidoglio, situada en la colina capitolina, con la Piazza d'Aracoeli.

## Ingeniería civil
En este ámbito, la cordonata es una intervención de los terrenos que se ve frecuentemente a lo largo de carreteras y autopistas, «utilizada para la estabilización de:
- pendientes naturales y artificiales;
- acumulaciones de material fundido;
- zonas en erosión y desprendimiento de tierras;
- terrenos con tendencia al deslizamiento».[2]